# Positive Noise
I Positive Noise sono stati un gruppo musicale new wave/synthpop scozzese, attivo dal 1979 al 1985.

## Storia
La band fu fondata nel 1979 da Ross Middleton (voce) con i fratelli Graham (tastiere, voce) e Fraser Middleton (basso, voce), e Les Gaff (batteria).

## Album
- Heart of Darkness (1981)
- Change of Heart (1982)
- Distant Fires (1985)

## Singoli
- "Give Me Passion" (1981)
- "Charm" (1981)
- "Positive Negative (1981)
- "Waiting for the Seventh Man" (1982)
- "Get Up and Go" (1982)
- "When Lightning Strikes" (1983)
- "A Million Miles Away (1984)
- "Distant Fires" (1985)